# Claudio Gay Cordillera
Claudio Gay Cordillera är en bergskedja i Chile.   Den ligger i regionen Región de Atacama, i den nordöstra delen av landet, 800 km norr om huvudstaden Santiago de Chile.
Trakten runt Claudio Gay Cordillera är ofruktbar med lite eller ingen växtlighet. Runt Claudio Gay Cordillera är det mycket glesbefolkat, med 2 invånare per kvadratkilometer.